# Miguel Ángel Sancho
Miguel Ángel Sancho (24 de abril de 1990) es un deportista de España que compite en atletismo. Ganó una medalla de oro en el Campeonato Europeo de Atletismo por Equipos de 2019, en la prueba de salto de altura.